# Clystea rubipectus
Clystea rubipectus là một loài bướm đêm thuộc phân họ Arctiinae, họ Erebidae.